# Musônio (mestre dos ofícios)
Musônio (em latim: Musonius) foi um oficial romano do século IV, ativo sob o imperador Constâncio II (r. 337–361). Entre 356-357, serviu como mestre dos ofícios e seu ofício é atestado através de algumas das epístolas de Libânio e da lei de 24 de junho de 356 (que relatava que o mal-uso do curso público deveria ser relatado ao prefeito pretoriano do Oriente) preservada no Código de Teodósio; na lei ele é estilizado como homem claríssimo, conde e mestre dos ofícios. Os autores da PIRT associam-o a um dos antecessores de nome desconhecido de Florêncio que são descritos por Libânio como corruptos e venais.
Em 357, Musônio enviou a agente nos assuntos Aristófanes para servir com Parnásio no Egito. Ele recebeu a epístola 558 (de 357) de Libânio e aparece nas epístolas 557 (de 357) 362 (de 357/358) e 604 (de 357), na qual o autor pede que ajude um agente nos assuntos. Em certo ponto após o fim de seu mandato, Musônio tornou-se procônsul da Acaia e aparentemente ele é citado como "procônsul" de Constantinopla na oração LXII de Himério. Em 362, assistiu um discurso de Himério enquanto vivia na aposentaria em Salonica.